# Факоскоп
Факоскоп — инструмент, введенный Гельмгольцем для определения изменений кривизны хрусталика глаза при различных степенях аккомодации его к расстояниям. 
С его помощью наблюдаются отраженные от передней поверхности хрусталика изображения. Факоскоп состоит из небольшой темной камеры с отверстиями для наблюдающего и наблюдаемого глаза. Вблизи наблюдаемого глаза ставится иголка, которую фиксирует глаз. Посредством двух призм изображение, получаемое с передней поверхности хрусталика наблюдаемого глаза, делается двойным вместо одиночного, и чем выпуклее становится передняя поверхность хрусталика, тем более двойные изображения, отражаемые этой поверхностью, приближаются друг к другу, при уплощении же хрусталика изображения эти удаляются друг от друга. При аккомодации глаза вблизь изображения эти сближаются, то есть передняя поверхность хрусталика делается выпуклее, при аккомодации же вдаль изображения расходятся, то есть хрусталик делается площе. Факоскопом можно наблюдать отраженные изображения со всех трех поверхностей: роговицы, передней и задней поверхности хрусталика, и им же на основании вышеуказанных наблюдений и решается окончательно, что в акте аккомодации принимает участие изменение кривизны по преимуществу передней поверхности хрусталика.